# Acroceratitis bimacula
Acroceratitis bimacula är en tvåvingeart som beskrevs av Hardy 1973. Acroceratitis bimacula ingår i släktet Acroceratitis och familjen borrflugor. Inga underarter finns listade i Catalogue of Life.